# Sinji Vrh
Sinji Vrh je naselje u slovenskoj Općini Črnomelju. Sinji Vrh se nalazi u pokrajini Dolenjskoj i statističkoj regiji Jugoistočnoj Sloveniji. 

## Stanovništvo
Prema popisu stanovništva iz 2002. godine naselje je imalo 69 stanovnika.